# Dalton Burgos
Dalton Alexis Burgos Villamar (Guayaquil, Ecuador, 17 de diciembre de 1949) es un sociólogo y político ecuatoriano. Fue parte del CONGOPE y asambleísta alterno por la provincia de El Oro, además de director de la mancomunidad El Oro-Azuay, denominada "Austro Sur".

## Biografía
Fue docente investigador en la Universidad Técnica de Machala.
En su carrera política se ha desempeñado como asambleísta alterno, y como asesor político de la Prefectura de El Oro.
Desde su cargo en el CONGOPE promovió el proyecto de regionalización en el Ecuador, como un proceso de integración socioeconómica y política entre las provincias que formen parte de las denominadas regiones autónomas de Ecuador.

## Publicaciones
- Historia de las luchas populares[9]
- Las luchas campesinas[10]
- Historia de las Luchas Populares 1: De la Conquista a la Independencia[11]
- Historia de las Luchas Populares 2: De inicios de la República a la Revolución liberal[12]
- Historia de las Luchas Populares 3: De la Revolución Liberal a la Masacre de 1922[13]
- Historia de las Luchas Populares 4: De la Revolución Juliana a la Gloriosa de 1944[14]
- Historia de las Luchas Populares 5: De la Constituyente de 1945 a nuestros días[15]